# Estadio Dr. Ramón Flores
El Estadio Doctor José Ramón Flores Berríos un recinto deportivo propiedad de la Alcaldía Municipal de Santa Rosa de Lima, pero es administrado en calidad de comodato por el Club Deportivo Municipal Limeño para su cuidado y administración, el inmueble está ubicado en Santa Rosa de Lima, La Unión, El Salvador.

## Historia
Es utilizado sobre todo para partidos de fútbol y es el estadio oficial del Club Deportivo Municipal Limeño, aunque también ha sido utilizado como sede por el C.D. Águila, Pasaquina F.C., Jocoro F.C. y C.D. Dragón. El estadio posee actualmente una capacidad para 5 000 espectadores, aunque su capacidad total asciende a 7 500 espectadores, cantidad que ha sido limitada por razones de seguridad.

### Obras de reparación
El Ramón Flores Berrios sufrió daños estructurales en 2018, una tormenta derribó el techo del sector de sombra y obligó a la dirigencia a realizar reparaciones y remodelaciones en las instalaciones para poder seguir albergando partidos de la Primera División de El Salvador. Dichas reparaciones obligaron al Municipal Limeño a retrasar su debut en condición de local en el Torneo Apertura 2018 hasta la cuarta fecha.

### Remodelación
En julio de 2020 se iniciaron una serie de mejoras generales en el estadio. Se instaló una sala de prensa,  nuevos banquillos, sala de control de dopaje, también se mejoraron los camerinos de equipo local, visitante y árbitros, se renovó la pintura con sus característicos colores azul y amarillo, además se elevó el tamaño de la malla perimetral e instalación de paneles de luz artificial.
El primer partido disputado en horario nocturno se desarrolló el 7 de agosto de 2021 a las 6:30 PM, enfrentando al Municipal Limeño contra L.A. Firpo, con resultado final de 1-1, el gol cuchero lo firmó Felipe Ponce.